# Витковице (хоккейный клуб)
«Витковице Ридера» (чеш. Vítkovice Ridera) — хоккейный клуб из города Острава в Чехии. Основан в 1928 году. Домашняя площадка — «Ostravar Арена». Выступает в Чешской экстралиге.

## История
Хоккейный клуб в городе Острава был основан в 1928 году. Носит название Витковице — района, который был присоединён к Моравской Остраве в 1924 году, а с 24 ноября 1990 года является частью города Острава. Клуб начал играть в чемпионате Чехословакии с 1936 года. Дважды (в 1952 и 1981 годах) становился чемпионом Чехословакии, помимо этого еще 6 раз попадал в число призёров (4 серебра и 2 бронзы). В чешской Экстралиге «Витковице» трижды останавливался в шаге от чемпионства, уступав в финале (в 2002 году пражской «Спарте», в 2010-м «Пардубице», а в 2011-м «Тршинецу»). В последние годы клуб считается середняком Экстралиги, выходя в плей-офф, но уступая там в 1/4 финала.

## Смена названий
- 1928 — СК Моравска Острава
- 1929 — ССК Виктовице
- 1936 — ЧСК Виктовице
- 1945 — СК Витковицке железарны
- 1948 — Сокол ВЖКГ (Витковицке железарны Клемента Готвальда)
- 1952 — Баник ВЖКГ
- 1957 — ТЕ ВЖКГ Острава
- 1976 — ТЕ Витковице
- 1993 — ХК Витковице
- 2005 — ХК Витковице Стил
- 2016 — ХК Витковице Ридера

Примечания: Витковице — это район Остравы, с которым связан клуб, «Vítkovické železárny» — местная машиностроительная компания, «Vítkovice Steel» — местный производитель металлоконструкций.

## Достижения

### Чемпионат Чехословакии
Чемпион Чехословакии 1952, 1981
 Серебряный призёр чемпионата Чехословакии 1950, 1951, 1953, 1993
 Бронзовый призёр чемпионата Чехословакии 1958, 1979

### Чешская экстралига
Серебряный призёр Экстралиги 1997, 2002, 2010, 2011
 Бронзовый призёр Экстралиги 1998, 2001, 2011

### Европейские турниры
Финалист Кубка Шпенглера 1980
 Финалист Кубка европейских чемпионов 1982

## Чемпионские команды

### 1951/1952
Вратари: Зденек Нахмилнер, Милош Громняк
Защитники: Вацлав Бубник, Олдржих Павлик, Эдуард Ремиаш, Франтишек Планка, Зденек Шумлански, Милослав Отте
Нападающие: Владимир Боузек (играющий тренер), Милослав Блажек, Зденек Наврат, Йиндржих Шобер, Станислав Гарстка, Олдржих Сеймл, Ладислав Станек, Ладислав Сисала

### 1980/1981
Вратари: Яромир Шиндел, Людек Брож
Защитники: Карел Дворжак, Милан Фигала, Владимир Кадлец, Ярослав Личка, Милан Мокрош, Павел Станкович, Иван Горак, Милан Шумихраст
Нападающие: Мирослав Фричер, Ладислав Свозил, Франтишек Черник, Милош Голань, Милош Ржига, Ярослав Влк, Збинек Нойвирт, Богумил Кацирж, Радослав Куржидым, Милош Крайзел, Владимир Странски, Павел Пророк, Мирослав Венкрбец, Любош Забойник, Лумир Котала
Тренеры: Ян Соукуп, Карел Метелка

## Известные игроки
Ниже список чехословацких и чешских хоккеистов — воспитанников ХК «Витковице», становившихся чемпионами мира, Олимпийских игр и обладателями кубка Стэнли.
|                  | ОИ   | ЧМ               | Кубок Стэнли |
| Давид Моравец    | 1998 | 1999, 2001       |              |
| Рихард Шмеглик   | 1998 |                  | 2003         |
| Павел Кубина     |      | 1999, 2001, 2005 | 2004         |
| Вацлав Варадя    |      | 2000, 2005       |              |
| Франтишек Черник |      | 1976             |              |
| Яромир Шиндел    |      | 1985             |              |
| Мартин Прусек    |      | 1999             |              |
| Роман Шимичек    |      | 1999             |              |
| Филип Куба       |      | 2001             |              |
| Петр Губачек     |      | 2010             |              |
| Петр Мразек      |      | 2024             |              |
| ---------------- | ---- | ---------------- | ------------ |